# シルヴィオ・ラザーリ

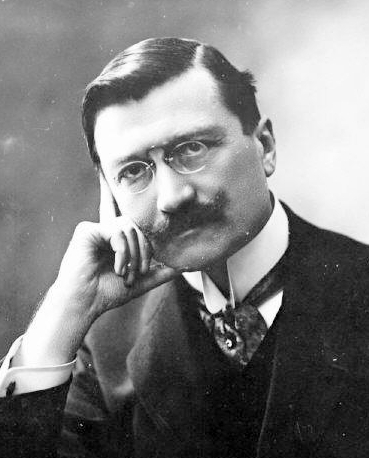
シルヴィオ・ラザーリ

シルヴィオ・ラザーリ（Sylvio Lazzari, 1857年12月30日 チロル州南部ボーツェン - 1944年6月10日 シュレーヌ）は、オーストリア帝国出身の作曲家。

## 生涯
もとは弁護士だったが、パリに永住し、1896年にフランスに帰化した。
本名はヨーゼフ・フォルトゥナット・ジルヴェスター（Josef Fortunat Silvester）といい、父親はナポリ出身のイタリア人で、母親がオーストリア人だった。両親の念願をかなえるべく、ヴァイオリニストになる夢を諦め、インスブルックやミュンヘンで法学を修めるが、この間にもリヒャルト・ワーグナーの楽劇に感銘を受ける。
1882年にウィーンで博士号を取得し、法曹界に入るが、同年パリに行ってエルネスト・ショーソンと親交を結び、その助言によりシャルル・グノーに会う。グノーに楽才を認められ、エルネスト・ギローに師事するように助言され、それに従ってパリ音楽院作曲科に進むが、影響としてはセザール・フランクとの出逢いがむしろ大きかった。
すでにオーストリア時代には、リート作曲家としてデビューを果たしており、歌曲集がブライトコプフ・ウント・ヘルテル社から出版されていたが、パリ音楽院でフランクの感化と薫陶を受けたことにより、《ピアノ三重奏曲 ト短調》作品13（1886年）や《弦楽四重奏曲》作品17（1887年）、《管楽八重奏曲》作品29（1889年）などの器楽作家として最初の成功を収めることになった。中でも作品17は、フランス近代楽派が創り出した最初の本格的な弦楽四重奏曲として、フランスの音楽家や室内楽愛好家の興味を刺激することになった。たとえばフランクの弦楽四重奏曲はラザーリ作品の2年後に作曲されており、おそらくラザーリに触発された見込みが非常に高い。ウジェーヌ・イザイに献呈された《ヴァイオリン・ソナタ ホ短調》作品24は、1893年に国民音楽協会においてアルベール・ジェローゾの独奏とエドゥアール・リスレの伴奏によって初演が行われた。イザイ自身による最初の演奏は翌年にずれ込んだが、この作品はフランクやルクーのソナタと並んで、その後30年にわたってイザイのお気に入りのレパートリーに留まったという。
1890年の交響的音画《夜の印象 Effet de Nuit, tableau symphonique 》を皮切りに管弦楽曲の創作にも着手、《ピアノと管弦楽のためのコンツェルトシュテュック Concertstück pour piano 》（1895年）、《楽しい祭りの行進曲 Marche pour une fête joyeuse 》（1903年）、組曲《海の絵 Tableaux Maritimes 》（1920年）などの作品を残したが、中でも重要な作品は《交響曲 変ホ長調》（1907年）であろう。1922年には《ヴァイオリンと管弦楽のための狂詩曲》が、かのジョルジュ・エネスコによって初演された。ピアノ曲は約20曲ある。声楽曲は50曲以上あり、そのうち10曲の独唱曲は管弦楽伴奏版もある。その他に二重唱曲や合唱曲も含まれる。
ラザーリは、現在では時おりオペラ作曲家として回想されるにすぎない。《 Armor 》（1889年-1894年）、《 La Lépreuse 》（1899年-1902年）、《 Maelenis 》（1905年-1912年）、《 Le Sauteriot 》（1913年-1917年）、《 La Tour de Feu 》（1928年）の5曲の歌劇を遺したが、これらすべてが不幸な出来事に見舞われており、現在でも復活上演が俟たれている。《 La Lépreuse 》は、ラザーリの傑作に数えられているが、中でも最も波瀾に満ちている。ほぼ12年にわたって上演を差し止められたのが、台本の「恐るべき題材」のせいでなく、ひとえに作曲者とパリ・オペラ座経営陣との互いの誤解のせいであり、痛ましくも裁判沙汰になって、ようやくけりがついたのであった。《 Armor 》は、一旦はブリュッセル歌劇場に受理されたものの、ヴァンサン・ダンディの《 Fervaal 》への肩入れから、後で拒否され、ようやく10年後に作曲者自身の指揮により、プラハのドイツ劇場で上演されたとの曰くが付いている。《 Maelenis 》は初演まで15年待ちであり、《 La Tour de Feu 》は3回目の上演で「施行の問題」によって撤収されている。完成後にすぐ上演されたのは《 Le Sauteriot 》のみだった。ただし初演はフランスではなく、シカゴ歌劇場において作曲者自身の指揮によってであり、その後ニューヨークで再演された。
ワグネリアンだったラザーリは、パリ・ワーグナー協会の総裁を何度か務め、モンテカルロ歌劇場の合唱指揮者も担当している。
最晩年の10年間は、視力の衰えに苛まれ、パリ郊外に隠退した。85歳のときに受けたインタビューにおいて、ときどきラジオ放送で音楽を聴くことに心の慰めを見出しており、バッハのロ短調ミサ曲とベートーヴェンの《合唱交響曲》や弦楽四重奏曲、シューマンの甘美さやワーグナーの熱情を尊敬してやまないと答えている。
1944年の初夏、《 La Tour de Feu 》の抜粋が実況中継で放送されたコンサートに出席してから2週間後に、肺栓塞により自宅で他界。